# Grodde
Grodde är ett naturreservat, beläget på östra sidan av Kappelshamnsviken på norra Gotland.
Naturreservatet omfattar en 1,5 kilometer lång, 150 meter bred kuststräcka. Reservatet präglas av en bred klapperstensstrand med en serie strandvallar. Växtligheten är i den kala marken mycket sparsam, enstaka tallar och enar har lyckats rota sig. Bland örterna märks alvarglim, gulmåra, backtimjan, gul fetknopp, gråfibbla och spåtistel. I vattenbrynet ger olika arter av skorplavar och alger stenarna en grå och ibland rödaktig färg.
Från Grodde naturreservat har man utsikt över de gamla kalkugnarna i Bläse och den 30 meter höga slaggstenshögen vid Bläse kalkbruksmuseum.